# Jon Sobrino
Jon Sobrino, né à Bilbao (Guipuscoa) et à Barcelone, le 27 décembre 1938, est un prêtre jésuite et théologien salvadorien d'origine espagnole.
Professeur de théologie à l'Université centroaméricaine José Simeón Cañas et intellectuel engagé dans la lutte pour les droits des défavorisés au Salvador, il est l’un des théologiens majeurs de l’Amérique latine, reconnu internationalement et l'un des plus estimés dans le monde protestant[pas clair]. Son travail et ses écrits sur la théologie de la libération, dont il est l’un des principaux représentants, entraînent une notification émise en 2007 par la Congrégation pour la doctrine de la foi et cristallisent le débat théologique et christologique entre progressistes et conservateurs au sein de l'Église catholique romaine opposant notamment la conception d'une christologie descendante (venant de Dieu, par l'Esprit) et une christologie ascendante (conduisant des pauvres vers Dieu).

## Biographie
Jon Sobrino est né au Pays basque et à Barcelone dans une famille nationaliste basque durant la guerre civile espagnole. Entré dans la Compagnie de Jésus à 18 ans (6 octobre 1956), il est envoyé en  1958 au Salvador. Il mène des études d'ingénieur à l'université jésuite Saint-Louis aux États-Unis puis étudie la théologie à la Université de Sankt Georgen à Francfort en République fédérale d'Allemagne.
En 1974, il est de retour au Salvador où il enseigne la théologie, la christologie et l'ecclésiologie à l'Université centraméricaine « José Simeón Cañas » (UCA) qu'il a contribué à créer. Malgré des différends initiaux, il devient un proche collaborateur de l'archevêque Óscar Romero, assassiné en 1980.
Étant à l'étranger en novembre 1989 il échappe à un assassinat commandité par le gouvernement salvadorien de l'époque qui coûte la vie à six de ses compagnons jésuites (16 novembre 1989): le philosophe et théologien Ignacio Ellacuría, le philosophe et sociologue Segundo Montes (en), Juan Ramón Moreno, le philosophe et psycho-sociologue Ignacio Martín-Baró (en), Amando López et Joaquín López y López. Leur cuisinière Elba Ramos et sa fille de 16 ans Celina Lozano, sont tout aussi sauvagement assassinées. Un groupe para-militaire d'extrême droite en est l'auteur[pas clair]. Les jésuites étaient visés car leur compétence intellectuelle reconnue internationalement[réf. nécessaire] et leur influence à l'université donnait un poids considérable à leurs prises de positions dans la guerre civile salvadorienne et leur implication auprès des victimes civiles de cette guerre. Cette proximité avec les exactions commises pendant la guerre civile le pousse à se placer davantage encore du côté des victimes.
Auteur prolifique, seuls six de ses ouvrages sont actuellement disponibles en français.

## Théologie: les pauvres comme point de départ
Pour Jon Sobrino, « les pauvres de la communauté mettent en question les affirmations de foi christologiques et donnent leur orientation de fond […] l’Église des pauvres […] constitue le cadre ecclésial de la christologie, car le monde est modelé par les  pauvres. C’est donc le contexte social qui est le plus déterminant pour la foi, qui pèse le plus sur la pensée christologique, et c’est ce qui nécessite et stimule les ruptures épistémologiques » se gardant toutefois d’identifier « pauvres » (économiques) et « justes » (tels que compris dans la Bible).
Jon Sobrino considère par ailleurs les développements dogmatiques des premiers siècles de l'Église, y compris lors des grands conciles, comme ambigus voire négatifs. La foi ne se cherche pas dans une confession de dogmes, une orthodoxie, mais dans une « orthopraxie » militante.

## Notificationvaticane
Après près de trente années de tracasseries de la part des autorités vaticanes, particulièrement par le cardinal Alfonso López Trujillo, la Congrégation pour la Doctrine de  la Foi, que préside le cardinal américain William Joseph Levada à la suite de Joseph Ratzinger, condamne en 2007 deux ouvrages théologiques majeurs et largement diffusés de Jon Sobrino : « Jésus-Christ libérateur. Lecture historico-théologique de Jésus de Nazareth », paru en 1991, et « La foi en Jésus-Christ. Essai à partir des victimes » paru en 1999. Selon la Congrégation, la christologie élaborée par Sobrino n’est pas conforme à la doctrine de l’Église.
Si elle ne reproche pas à Sobrino son engagement social aux côtés des pauvres, la Congrégation pour la Doctrine de la Foi constate « des divergences notoires avec la Foi de l'Église » sur des points qu'elle estime importants. Si elle affirme ne pas vouloir juger des intentions subjectives de l'auteur, elle s'appuie néanmoins sur des phrases déterminées « qui ne sont pas en accord avec la doctrine de l'Église » selon elle, et pointe six ensembles de questions :  les fondements méthodologiques sur lesquels s'appuie l'auteur; la divinité de Jésus-Christ ; l'incarnation du Fils de Dieu ;  la relation entre Jésus-Christ et le Royaume de Dieu ; la conscience que Jésus-Christ avait de sa propre identité ; la valeur salvatrice de sa mort.

### Réactions
Dans une longue lettre adressée à Peter-Hans Kolvenbach, Supérieur général de la Compagnie de Jésus, Jon Sobrino explique son refus d'adhérer à la notification, estimant que sa pensée a été mal interprétée et qu'il ne se sentait pas représenté dans le jugement global de cette notification. Il estime en outre qu'avaliser ces procédures n’aide en rien l’Église et ajoute « qu'[il] ne [s]e sen[t] pas « chez [lui] » dans ce monde de curies, diplomaties, calculs, pouvoir, etc. ». En fait, en dialogue permanent avec ses confrères théologiens, Sobrino avait fait lire ses livres avant leurs publications par des théologiens réputés tant d'Amérique Latine (Amérique latine) que d'Europe, démarche répétée en 2004. Ceux-ci avaient estimé que la christologie de Sobrino ne comportait pas d'erreurs.
La notification romaine ne comporte pas de sanction à caractère universel. Il sera laissé à l'évêque du lieu de résidence de Sobrino, le très controversé Fernando Sáenz Lacalle (en), membre de l'Opus Dei, brigadier général de l'armée Salvadorienne et dans l’armée salvadorienne devenu archevêque de San Salvador, de décider de la suite à donner à la notification du Vatican; l'évêque interdit alors à Sobrino d'enseigner et de publier. La notification et la sanction imposée à Sobrino causent émoi et consternation parmi les théologiens catholiques et entraînent une chaîne de réactions : Le porte-parole José de Vera de la Compagnie de Jésus déclare qu'il n'y a pas de raison de prendre des sanctions internes à l'Ordre. Les trois cents participants au Forum mondial théologie et libération qui a précédé le Forum social mondial de Nairobi expriment leur grande appréciation de l'œuvre de Jon Sobrino dans une déclaration écrite. L'auteur jésuite James J. Martin affirme que c'est un géant de la théologie et le héros de tout jésuite qui cherche le Christ parmi les pauvres.
La Faculté théologique catholique de Graz en Autriche estime qu'il représente un « exemple lumineux » pour l'Église et un mois après la condamnation de Sobrino, un livre électronique sur la christologie de la libération réunit plus de 40 théologiens en son honneur. En Espagne, une vingtaine de théologiens dont certains prestigieux dénoncent le texte du Vatican qu’ils qualifient de « fondamentaliste », « scandaleux » et « partiel » tandis que le théologien allemand Peter Hünermann demande une réforme de la Congrégation pour la doctrine de la foi.
En 2015, à l'occasion de la traduction en français aux éditions du Cerf de travaux majeurs du théologien, il apparaît pour des commentateurs catholiques que c'est l’autorité même de la Congrégation pour la doctrine de la foi qui a été depuis remise en cause consécutivement au tollé du monde théologique suscité par la notification romaine dont Sobrino a été l'objet.

## Honneurs
En décembre 2009, Jon Sobrino reçoit le titre de docteur honoris causa de l'université espagnole de  Deusto, tant pour ses travaux que pour son engagement pour les droits humains. La distinction - qu'il dédie à ses compagnons et leurs aides assassinés en 1989 - lui est symboliquement attribué le 10 décembre, jour du soixante et unième anniversaire de la Déclaration universelle des droits de l'homme.
En novembre 2014, il est fait docteur honoris causa de l'Université Loyola de Chicago.

## Sources partielles
- Peter Hünermann, Les écrits de Jon Sobrino condamnés, in  Herderkorrespondenz, avril 2007, traduction française par Jean Courtois, article en ligne sur le site Culture et Foi
- Tracy Wilkinson, Censure dismays priest’s supporters, in Los Angeles Times, 27/03/2007, article en ligne
- Jean-Paul Decoeurtyte,Les jésuites. La Compagnie de Jésus., compilhistoire
- Un autre coup de force contre la théologie de la libération, in L'EMI en bref no 42, avril 2007, article en ligne

### Œuvre
- (fr) Jon Sobrino (trad. de l'espagnol), La foi en Jésus-Christ : Essai à partir des victimes, Paris, Cerf, 2015, 688 p. (ISBN 978-2-204-09155-8)
- (fr)Jon Sobrino (préf. Jean-Pierre Delville), Monseigneur Oscar Romero : Dieu est passé par le Salvador, Namur/Paris, Fidelite, 2015, 2 revue et augmentée éd., 119 p. (ISBN 978-2-87356-664-7)
- (fr) Jon Sobrino (trad. de l'espagnol, préf. Gustavo Gutiérrez), Jésus-Christ libérateur : Lecture historico-théologique de Jésus de Nazareth, Paris, Cerf, 2014, 533 p. (ISBN 978-2-204-09154-1, présentation en ligne)
- (fr) Teresa Okure, Jon Sobrino, Felix Wilfred (de) et alii, Repenser le martyre : Enjeux historiques et spirituels, éd. Bayard/Centurion, 2008
- (en) Jon Sobrino, Where Is God ?: Earthquake, Terrorism, Barbarity, And Hope, éd. Orbis Books, 2004
- (en) Jon Sobrino, Christ the Liberator: A View from the Victims, éd. Orbis Books, 2001
- (en) Jon Sobrino et Ignacio Ellacuría, Systematic Theology: Perpspectives from Liberation Theology : (Readings from Mysterium Liberationis), éd. Orbis Books, 1997
- (en) Jon Sobrino, Jesus the Liberator: A Historical-Theological Reading of Jesus of Nazareth, éd. Orbis Books, 1996
- (fr) Jon Sobrino, Monseigneur Romero : une bonne nouvelle pour les pauvres, éd. Fidélité, 1992
- (fr) Jon Sobrino, Compagnons de Jésus : l'assassinat-martyre des jésuites, Bruxelles, 1990
- (en) Jon Sobrino, Spirituality of Liberation: Toward Political Holiness, éd. Orbis Books, 1988 (recueil d'articles)
- (fr) Jon Sobrino, Jésus en Amérique Latine : Sa signification pour la foi et la christologie, éd. Cerf, 1986
- (en) Jon Sobrino,True Church and the Poor, éd. Wipf & Stock Publishers, 1984

### Divers
- (en) John S. Thiede, Remembering Oscar Romero And The Martyrs Of El Salvador, Lexington Books, 2017, 148 p. (ISBN 978-1-4985-3798-8, présentation en ligne, lire en ligne)
- Stephen J. Pope, Hope and Solidarity: Jon Sobrino's Challenge to Christian Theology, éd. Orbis Books, 2008
- Hubert Manohar Watson, Towards A Relevant Christology In India Today: An Appraisal Of The Christologies Of John Hick, Jurgen Moltmann And Jon Sobrino, éd. Peter Lang Pub Inc
- (en) John Hassett (éd.) et Hugh Lacey (éd.), Towards a Society That Serves Its People : The Intellectual Contribution of El Salvador's Murdered Jesuits, Georgetown University Press, 1991, 406 p. (ISBN 978-0-87840-523-7, lire en ligne)